# Wolkenfamilie
Wolkenfamilies zijn onderdeel van een internationaal systeem om wolken te classificeren naar eigenschap volgens de internationale wolkenclassificatie. Dit systeem wordt tegenwoordig internationaal gebruikt en is gebaseerd op een systeem dat Luke Howard in 1802 maakte. De benaming familie is afgekeken van de binomiale nomenclatuur. 
Wolkenfamilies zijn de hoogste rangorde om wolken onder te verdelen en dat gebeurt in vier families. Deze onderverdeling geschiedt op basis van de hoogte waarop deze wolken zich bevinden. De vier families zijn:
- A: Hoge wolken
- B: Middelhoge wolken
- C: Lage wolken
- D: Verticaal ontwikkelde wolken

De hoogte van de wolkenlagen varieert met de breedtegraad, omdat de onderste laag van de atmosfeer (de troposfeer) rond de evenaar ongeveer twee keer zo hoog reikt als die bij de polen. In de winter zijn de wolkenlagen, door de lagere temperatuur en de daarmee hogere luchtdichtheid, lager dan in de zomer. De hoogten van de lagen zijn afhankelijk van de locatie van de tropopauze, die lokaal en tijdsafhankelijk variabel is en niet gelijkmatig stijgt van de polen naar de evenaar. De volgende hoogtes geven daarom alleen een referentiekader. 
| Wolkenfamilie     | poolgebieden | gematigde gebieden | tropen      |
| ----------------- | ------------ | ------------------ | ----------- |
| Hoge wolken       | 3 tot 8 km   | 5 tot 13 km        | 6 tot 18 km |
| Middelhoge wolken | 2 tot 4 km   | 2 tot 7 km         | 2 tot 8 km  |
| Lage wolken       | 0 tot 2 km   | 0 tot 2 km         | 0 tot 2 km  |

De vier families worden verder onderscheiden in wolkengeslachten, wolkensoorten, ondersoorten van wolken en enige variëteiten. 

## Wolken op extreme hoogte
Buiten de vier families om komen er ook wolken voor op extreme hoogten in hogere atmosferische lagen van de aardse dampkring. Deze wolkensoorten vallen buiten de vier wolkenfamilies. Dit zijn:
- Parelmoerwolken
- Lichtende nachtwolken